# Morti nel 530
| Questa pagina contiene informazioni ricavate automaticamente dalle voci biografiche con l'ausilio del template Bio e di un bot. L'aggiornamento è periodico e automatico e ricostruisce completamente la pagina. Se manca una persona in questa lista, sei pregato di non aggiungerla, ma accertati piuttosto che la sua voce biografica contenga il template Bio e che i dati anagrafici siano correttamente compilati. Se il template Bio manca, inseriscilo tu stesso o, in alternativa, metti l'avviso {{tmp\|Bio}} che ne segnala la mancanza. Se i dati riportati sono sbagliati, correggi direttamente la voce biografica; le modifiche saranno visibili in questa lista entro pochi giorni. Per chiarimenti vedi il progetto biografie. La lista contiene solo le 10 persone che sono citate nell'enciclopedia e per le quali è stato implementato correttamente il template Bio. Pagina aggiornata al 2 mag 2025. |

- 27 giugno - Sansone ospitaliere, medico e presbitero romano
- 22 settembre - Papa Felice IV, papa, vescovo e santo italiano
- 14 ottobre - Dioscoro
- 9 novembre - Pabo Post Prydein, sovrano anglosassone
- Elena di Laurino, santa italiana
- Cyngen Glodrydd, re (n. 470)
- Magno di Milano, arcivescovo e santo italiano
- Ohthere, re sueone
- Onorato di Fondi, abate
- Sudraka, drammaturgo indiano